# چاکتاو (شهرستان نشوبا، میسیسیپی)
چاکتاو (به انگلیسی: Choctaw) یک منطقهٔ مسکونی در ایالات متحده آمریکا است که در شهرستان نشوبا، میسیسیپی واقع شده‌است. چاکتاو ۱۲۴٫۹۷ متر بالاتر از سطح دریا واقع شده‌است.